# قلعه بیوک خان
بقایای قلعه بیوک خان مربوط به دوره تیموریان است و در شهرستان ابهر، بخش مرکزی، دهستان دولت‌آباد، منتهی‌الیه شرق روستای امیربستاق واقع شده و این اثر در تاریخ ۲۶ دی ۱۳۸۶ با شمارهٔ ثبت ۲۰۵۴۹ به‌عنوان یکی از آثار ملی ایران به ثبت رسیده‌است.